# H-IIA

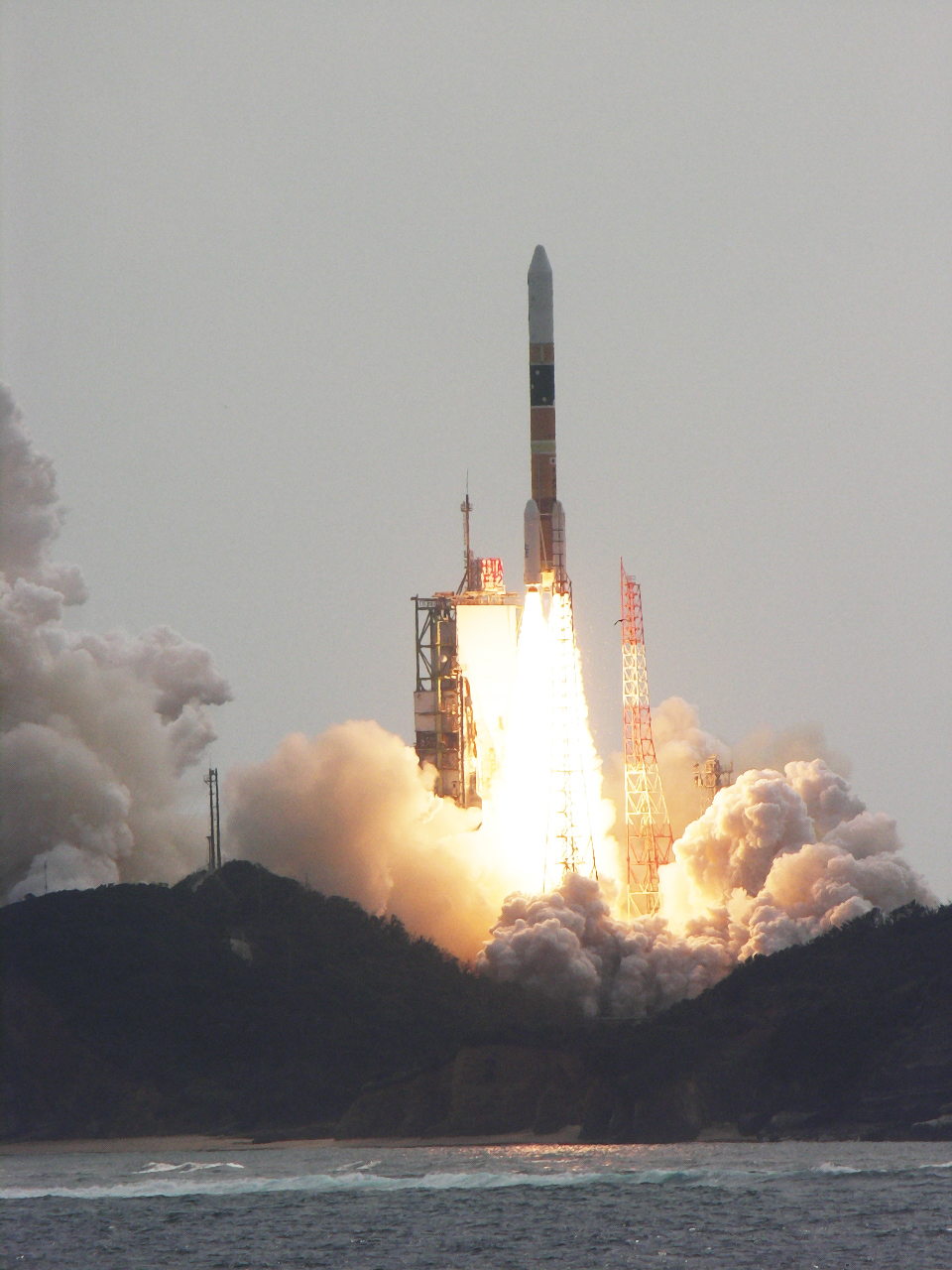
H-IIA

H-IIA (H2A) este o familie de rachete cu combustibil lichid folosite pentru a lansa încărcături pe orbită geostaționară. Constructorul este Mitsubishi Heavy Industries (MHI), iar beneficiarul este Japan Aerospace Exploration Agency (JAXA). 
Va fi înlocuită cu modelul H-IIB.